# Артемисион (мыс)
Артеми́сион (Артемисий, греч. Αρτεμίσιον, др.-греч. Ἀρτεμίσιον, лат. Artemisium) — мыс в Греции, на северо-востоке острове Эвбея, у которого произошло первое морское сражение греков с персами (битва при Артемисии) в 480 году до н. э.  во время похода Ксеркса. Расположен к северо-востоку от одноимённого села, напротив островов Пондиконисион и Прасонисион. На мысе находилось святилище Артемиды — Артемисион (Артемисий).
Здесь обнаружена статуя Посейдона (ок. 470 года до н. э.) — один из великих памятников древнегреческого искусства.